# Nikita Ramsey
Nikita Ramsey (* 10. Februar 1988 in England) ist eine britische Schauspielerin.

## Leben und Karriere
Ramsey wurde in England geboren und hat eine Zwillingsschwester namens Jade. Gemeinsam mit dieser hatte sie in den 2000er Jahren einige Kurzauftritte in Filmen wie X-Men 2 und Bridget Jones – Am Rande des Wahnsinns. 
Ab 2012 war sie in der Rolle der Piper Williamson in der Mystery-Seifenoper House of Anubis zu sehen. Die Serie basiert auf der belgischen Erfolgsserie Het Huis Anubis. 2020 hatte sie, erneut an der Seite ihrer Zwillingsschwester, einen Gastauftritt im zweiteiligen Finale Et in Arcadia Ego der ersten Staffel von Star Trek: Picard.

## Filmografie (Auswahl)
- 2003: X-Men 2
- 2004: Bridget Jones – Am Rande des Wahnsinns (Bridget Jones: The Edge of Reason)
- 2006: The Man Who Sold the World
- 2007: Mad Men (Fernsehserie, Episode 1x09)
- 2009: The Romantic Foibles of Esteban
- 2009: Gamer
- 2010: The Myth of the American Sleepover
- 2010: All About Evil
- 2010: Svetlana and Ivanka II: American Icon (Kurzfilm)
- 2012–2013: House of Anubis (Fernsehserie)
- 2013: A Haunting at Silver Falls
- 2019: A Haunting at Silver Falls 2
- 2020: Stan the Man
- 2020: Star Trek: Picard (Fernsehserie, 2 Episoden)